# 劉師魯
劉師魯（1537年—1591年），字仲唯，號宗吾，山東萊州府掖縣人，明朝政治人物。

## 生平
隆庆元年（1567年）丁卯科山東鄉試第六十四名。隆慶五年（1571年）登辛未科三甲第一百五十八名進士。户部觀政，初授祥符縣知縣，丁憂歸，萬曆三年（1575年）補任直隸元氏縣知縣，四年调任滑县。陞南戶部主事，丁憂，复除户部，十三年升粮储郎中，十八年升江西副使。萬曆十九年卒。

## 家族
曾祖劉斌；祖父劉明信，義官；父劉祿，訓導。母楊氏。具庆下。弟華魯、继科、子端、至魯。